# Мика Вяюрюнен
Мика Вяюрюнен (на фински: Mika Väyrynen) е финландски футболист, полузащитник, национален играч. Започва професионалната си кариера през сезон 1999 – 2000 г. във финландския ФК Лахти (36 мача, 11 гола). През 2001 играе във финландския ФК Джокерит (30 мача, 4 гола). От 2001 до 2005 г. играе в холандския СК Хееренвеен (101 мача с отбелязани 17 гола). От лятото на 2005 г. до 2008 г. играе в ПСВ Айндховен (29 мача, 2 гола). От лятото на 2008 г. се завръща отново в СК Хееренвеен. От лятото на 2011 г. преминава в английския АФК Лийдс Юнайтед. Дебютира в националния отбор на Финландия на 20 март 2002 г. срещу Южна Корея.